# Nephrotoma marshalli
Nephrotoma marshalli är en tvåvingeart som beskrevs av Alexander 1921. Nephrotoma marshalli ingår i släktet Nephrotoma och familjen storharkrankar. Inga underarter finns listade i Catalogue of Life.